# 앤디 서머스
앤디 서머스(Andy Summers, 1942년 12월 31일 ~ )는 잉글랜드의 음악가로 록 밴드 폴리스의 기타리스트로 잘 알려져 있다. 서머스의 활동은 뉴 에이지 음악과 록 등의 장르에 머물지 않고 재즈나 클래식 음악, 영화 음악 등의 분야에서도 유명하다.